# The EastAfrican
The EastAfrican (EA), früher auch in der Schreibung The East African, ist eine englischsprachige Wochenzeitung, die seit 1994 in Nairobi, Kenia, zunächst von der Nation Group, sodann von der Nation Media Group jeden Montag herausgegeben wird. Seit 8. Januar, Nr. 687, 2007/08 erscheint sie auch als elektronische Ausgabe (ISSN 1024-1418).
Das Verbreitungsgebiet des EastAfrican umfasst Kenia und die ostafrikanischen  Länder Tansania, Uganda, Ruanda und Burundi.
Die Zeitung enthält Artikel und Recherchen aus jedem Land in der Region und deckt auch das internationale Geschehen ab. Sie verwendet auch Auszüge aus anderen Publikationen der Nation Media Group wie z. B. Business Daily Africa (BDAfrica). Neben der Hauptgeschäftsstelle in Nairobi unterhält der Verlag Büros in Dar es Salaam, Kampala, Kigali und Arusha.